# Sobrarbe
Sobrarbe (kat. Sobrarb) – kraina historyczna i współczesna comarca w Hiszpanii, w Aragonii, w prowincji Huesca. Stolicami są Boltaña i Aínsa. Comarca ma powierzchnię 2202,7 km². Mieszka w niej 7,7 tys. obywateli.
Współczesna comarca współtworzyła w przeszłości (na przełomie VIII i IX wieku) sojusz chrześcijańskich terytoriów pirenejskich uformowany w początkach rekonkwisty, określany jako Marchia Hiszpańska. Początkowo autonomiczne hrabstwo nadzorowane przez państwo Franków, następnie podporządkowane Królestwu Pampeluny, wkrótce podzielone między Hrabstwo Ribagorza a Hrabstwo Aragonii. Od 1037 roku, w wyniku objęcia władzy przez Ramiro I, składowa Królestwa Aragonii.

## Gminy
- Abizanda – liczba ludności: 131
- Aínsa-Sobrarbe – 1557
- A Espuña – 276
- Bárcabo – 103
- Bielsa – 1053
- Boltaña – 917
- Broto – 522
- A Buerda – 174
- Chistén – 187
- Fanlo – 171
- Fiscal – 282
- A Fueba – 614
- Palo – 37
- Plan – 314
- Puértolas – 230
- El Pueyo de Araguás – 151
- Tella-Sin – 272
- San Chuan de Plan – 147
- Torla – 316